# Сердюков Євген Сергійович
Євге́н Сергі́йович Сердюко́в (нар. 17 листопада 1983, село Мецамор, Вірменія — пом. 31 липня 2014, місто Шахтарськ, Донецька область — молодший сержант 25-ї Дніпропетровської повітрянодесантної бригади.

## Життєпис
З дитинства проживав у Дніпропетровську. Навчався в СШ № 87 м. Дніпропетровськ с 1991 по 2001 рр. (на фасаді школи в 2015 р. було встановлено меморіальну дошку).
У 2001 році вступив до Дніпропетровського національного університету залізничного транспорту
імені академіка В. Лазаряна (ДНУЗТ), колишній (ДІІТ), на факультет «Управління енергетичними процесами» за спеціальністю «Електротехніка та електромеханіка».
Молодший сержант 25-ї Дніпропетровської повітрянодесантної бригади, військова частина А1126 (Гвардійське). Активний член вірменської громади. Євген мав власний бізнес. Був призваний за мобілізацією 11 березня. Окрім військової служби, займався допомогою армії, купував інструменти та запчастини для ремонту військової техніки.
31 липня 2014 батальйон 25-ї бригади намагався взяти штурмом місто Шахтарськ, внаслідок потужних обстрілів бойовиками з РСЗВ «Град» позицій силовиків, а також атаки бойовиків із засідки на колону БТР десантників поблизу м. Шахтарськ Донецької області багато вояків загинуло. Російські бойовики знімали тіла загиблих десантників на відео і фото й потім хизувались у соцмережах. Терористи тимчасово поховали біля недобудованої церкви в парку Шахтарська — Артема Джубатканова, Євгена Сердюкова, Олексія Сєдова, Станіслава Трегубчака, Петра Федоряку, Халіна Володимира та, можливо — Володимира Самишкіна. Тоді ж поліг Андрій Болтушенко. Вважається зниклим старший лейтенант Шатайло Михайло Сергійович — тіло не ідентифіковане.
Похований на Краснопільському цвинтарі.

## Нагороди та вшанування
- 13 серпня 2015 року — за особисту мужність і героїзм, виявлені у захисті державного суверенітету та територіальної цілісності України, вірність військовій присязі під час російсько-української війни, відзначений —

нагороджений орденом «За мужність» III ступеня (посмертно).
- у дніпровській ЗОШ № 87 йому відкрито меморіальну дошку[1]
- вшановується щороку 31 липня на щоденному ранковому церемоніалі вшанування захисників України[2]

## Матеріали
- Сердюков Євген Сергійович [Архівовано 23 травня 2017 у Wayback Machine.] // Книга Пам'яті
- Указ Президента України № 473/2015

| Емблема Збройних сил України | Це незавершена стаття про військового чи військову Збройних сил України. Ви можете допомогти проєкту, виправивши або дописавши її. |